# Adblock
Adblock ist ein historischer Werbeblocker aus der Entstehungszeit von Mozilla Firefox.
Neu an Adblock war, die Werbung nicht mehr an Abmessungen von Bildern, sondern an Adressen von Adservern zu erkennen. Adblock wurde darauf ausgelegt, Webseiten wie von ihren Erstellern gewollt komplett herunterzuladen, aber im Download enthaltene Werbung nicht wiederzugeben.
Wladimir Palant schrieb Adblock zu Adblock Plus um. Nach dessen Vorbild schrieb Michael Gundlach wiederum AdBlock.